# 任勇 (1963年4月)
任勇（1963年—），汉族，中华人民共和国政治人物、第十一届全国政协委员。
担任陕西省铜川市副市长。2008年，当选第十一届全国政协委员，代表农业界，分入第三十八组。2018年1月，当选第十三届全国政协委员。